# قائمة مواقع التراث العالمي في النمسا
مواقع التراث العالمي التابعة لمنظمة الأمم المتحدة للتربية والعلم والثقافة (اليونسكو) هي أماكن ذات أهمية للتراث الثقافي أو الطبيعي كما هو موصوف في اتفاقية التراث العالمي لليونسكو ، التي أنشئت في عام 1972. صدقت النمسا على الاتفاقية في 18 ديسمبر 1992, مما جعل مواقعها التاريخية مؤهلة للإدراج في القائمة.
تم إدراج المواقع في النمسا لأول مرة على القائمة في الدورة العشرين للجنة التراث العالمي, التي عقدت في ماردة، المكسيك في عام 1996. في تلك الجلسة, تمت إضافة موقعين: المركز التاريخي لسالزبورغ، وقصر وحدائق شونبرون. تمت إضافة مواقع أخرى كل عام حتى عام 2001 ومرة أخرى في عامي 2011 و 2017. اعتبارًا من عام 2019 ، يوجد في النمسا 10 مواقع مدرجة في القائمة و 12 موقعًا آخر في القائمة المؤقتة. تمت مشاركة ثلاثة مواقع للتراث العالمي مع دول أخرى: Fertö / Neusiedlersee Cultural Landscape مشتركة مع المجر ؛ مساكن ما قبل التاريخ حول جبال الألب مع فرنسا وألمانيا وإيطاليا وسلوفينيا وسويسرا ؛ وغابات الزان القديمة والبدائية لجبال الكاربات ومناطق أخرى من أوروبا مع ألبانيا وبلجيكا وبلغاريا وكرواتيا وألمانيا وإيطاليا ورومانيا وسلوفاكيا وسلوفينيا وإسبانيا وأوكرانيا. في عام 2017 ، تم إدراج موقع المركز التاريخي لفيينا على قائمة التراث العالمي المعرض للخطر بسبب المباني الشاهقة المخطط لها. جميع مواقع التراث العالمي في النمسا باستثناء موقع واحد من النوع الثقافي.

## مواقع التراث العالمي
قائمة اليونسكو المواقع تحت عشرة معايير؛ يجب أن يفي كل إدخال بواحد على الأقل من المعايير. المعايير من الأول إلى السادس ثقافية, بينما المعايير من السابع إلى العاشر طبيعية.
| الموقع                                                                  | صورة | الموقع                                        | سنة الإدراج | بيانات اليونسكو          | الوصف |
| ----------------------------------------------------------------------- | ---- | --------------------------------------------- | ----------- | ------------------------ | --- |
| المركز التاريخي لمدينة سالزبورغ                                         |      | سالزبورغ                                      | 1996        | 784; ii, iv, vi (ثقافي)  | لعبت سالزبورغ دورًا مهمًا في التبادل بين الثقافتين الإيطالية والألمانية, مما أدى إلى ازدهار الثقافتين وتبادل طويل الأمد بينهما, وهو أمر مرئي بشكل خاص في العمارة الباروكية. سالزبورغ هي مثال رئيسي لدولة-مدينة كنسية أوروبية, مما أدى إلى العديد من المباني الهامة, العلمانية والدينية على حد سواء, من الفترة القوطية إلى القرن العشرين. تشتهر المدينة أيضًا بارتباطاتها بالفنون ، خاصةً مع المؤلف الموسيقي موزارت.          |
| قصر وحدائق شونبرون                                                      |      | فيينا                                         | 1996        | 786; i, iv (ثقافي)       | كان شونبرون مقر إقامة أباطرة هابسبورغ من القرن الثامن عشر حتى عام 1918. وقد تم بناؤه على طراز الروكوكو كمشروع واحد موحد. تم تصميمه من قبل المهندسين المعماريين يوهان برنارد فيشر فون إيرلاخ ونيكولاس باكاسي وهو موقع أقدم حديقة حيوانات تعمل باستمرار في العالم. |
| منظر هالستات-داتشستين / زالسكامرغوت الثقافي                             |      | زالسكامرغوت                                   | 1997        | 806; iii, iv (ثقافي)     | جلب تعدين رواسب الملح ، الذي تم استغلاله منذ الألفية الثانية قبل الميلاد, الازدهار إلى المنطقة. أعطت المدينة اسماً لثقافة هالستات, مجتمع العصر الحديدي. تشتهر المنطقة أيضًا بسلاسل جبالها وكهوفها, حيث يصل أطولها إلى 81 كـم (50 ميل). |
| سكة حديد سيمرينج                                                        |      | جلوجنيتز, سيمرينج                             | 1998        | 785; ii, iv (ثقافي)      | تم بناء سكة حديد Semmering بين عامي 1848 و 1854 وتغطي 41 كم (25 ميل) من الجبال الوعرة. تم تنفيذ هذا المشروع في الأيام الأولى لبناء السكك الحديدية وتطلب عددًا من الابتكارات. الأنفاق والجسور وغيرها من الأعمال لا تزال قيد الاستخدام اليوم. |
| مدينة جراتس - المركز التاريخي و Schloss Eggenberg                       |      | غراتس                                         | 1999        | 931; ii, iv (ثقافي)      | عاش فرع من عائلة هابسبورغ في غراتس لعدة قرون. قام آل هابسبورغ والنبلاء المحليون الآخرون بتجميل وتوسيع مدينة غراتس على مر القرون ، مما أدى إلى مدينة ذات مبانٍ كبيرة في عدد من الأساليب. |
| المشهد الثقافي في واخاو                                                 |      | واخاو                                         | 2000        | 970; ii, iv (ثقافي)      | Wachau هو وادي بطول 40 كم (25 ميل) على طول نهر الدانوب بين ملك وكريم. استقر الوادي في عصور ما قبل التاريخ وأصبح منطقة مهمة منذ ذلك الحين. فهي موطن لعدد من المدن التاريخية والقرى والأديرة والقلاع والآثار. |
| Fertö / Neusiedler شاهد المشهد الثقافي *                                |      | بورغنلاند                                     | 2001        | 772; v (ثقافي)           | احتلت منطقة بحيرة Fertö / Neusiedler من قبل شعوب مختلفة منذ ثمانية آلاف عام. تم بناء عدد من القرى والقلاع في القرنين الثامن عشر والتاسع عشر على قمة المستوطنات القديمة والمناظر الطبيعية. الموقع مشترك مع المجر. |
| المركز التاريخي لمدينة فيينا                                            |      | فيينا                                         | 2001        | 1033; ii, iv, vi (ثقافي) | تشتهر فيينا, عاصمة إمبراطورية هابسبورغ, منذ فترة طويلة بأنها العاصمة الموسيقية لأوروبا. المركز التاريخي غني بالمجموعات المعمارية في أنماط مختلفة ، بما في ذلك القلاع والحدائق الباروكية ، بالإضافة إلى Ringstraße من أواخر القرن التاسع عشر. في عام 2017, تم إدراج الموقع في قائمة التراث العالمي المعرض للخطر بسبب المباني الشاهقة المخطط لها.                                                                          |
| مساكن كومة ما قبل التاريخ حول جبال الألب*                               | –    | أتيرسي، كويتشاخ، سييفالخين أنا أتيرسي، موندسي | 2011        | 1363; iv, v (ثقافي)      | يشتمل الموقع على بقايا مستوطنات ما قبل التاريخ (أو منزل الركيزة) في جبال الألب وحولها والتي بنيت من حوالي 5000 إلى 500 قبل الميلاد على حواف البحيرات أو الأنهار أو الأراضي الرطبة. أنها تحتوي على ثروة من المعلومات حول الحياة والتجارة في الثقافات الزراعية من العصر الحجري الحديث والعصر البرونزي في جبال الألب في أوروبا. هناك خمسة مواقع مدرجة في النمسا. الموقع مشترك مع فرنسا وألمانيا وإيطاليا وسلوفينيا وسويسرا. |
| غابات الزان القديمة والبدائية في منطقة الكاربات ومناطق أخرى في أوروبا * |      | دورنشتاين ، كالكالبن                          | 2017        | 1133; ix (طبيعي)         | تُستخدم غابات الزان البدائية في منطقة الكاربات لدراسة انتشار شجرة الزان (زان أوروبي) في نصف الكرة الشمالي عبر مجموعة متنوعة من البيئات والبيئة في الغابة. تمت مشاركة الموقع مع ألبانيا وبلجيكا وبلغاريا وكرواتيا وألمانيا وإيطاليا وبولندا ورومانيا وسلوفاكيا وسلوفينيا وإسبانيا وأوكرانيا. |

## القائمة المؤقتة
بالإضافة إلى المواقع المدرجة في قائمة التراث العالمي, يمكن للدول الأعضاء الاحتفاظ بقائمة من المواقع المؤقتة التي قد تفكر في ترشيحها. يتم قبول الترشيحات لقائمة التراث العالمي فقط إذا كان الموقع مدرجًا مسبقًا في القائمة المؤقتة. اعتبارًا من عام 2019, سجلت النمسا 12 موقعًا في قائمتها المؤقتة.
| الموقع                                         | صورة                               | الموقع                              | سنة الإدراج | بيانات اليونسكو            | الوصف |
| ---------------------------------------------- | ---------------------------------- | ----------------------------------- | ----------- | -------------------------- | --- |
| دير كريسمونستر                                 | Kremsmünster Abbey                 | كريمسمونستر                         | 1994        | i, ii, iii, iv, vi (ثقافي) | تأسس الدير البندكتية في القرن الثامن, وعمل منذ ذلك الحين كمركز روحي وكمؤسسة تعليمية. تم توسيعه على نطاق واسع في القرنين السابع عشر والثامن عشر على الطراز الباروكي. يضم الدير مخطوطات ثمينة من العصور الوسطى ومجموعة من الكنوز الفنية. |
| بريجينزرفالد (غابة بريجنز)                     | Damülser Mittagspitze, 2,095m      | فورارلبرغ                           | 1994        | iv, v (ثقافي)              | حافظت المنطقة إلى حد كبير على هيكلها الزراعي التقليدي بما في ذلك أنواع معينة من مباني المزارع, حيث يعود تاريخ القرى إلى القرنين الثامن عشر والتاسع عشر. تشهد ورش تصنيع المنسوجات الصغيرة على البداية المبكرة للتنمية الصناعية في المنطقة. |
| كاتدرائية جورك                                 | Damülser Mittagspitze, 2,095m      | جورك                                | 1994        | i, iii, iv (ثقافي)         | تعد كنيسة جورك الكاتدرائية السابقة, التي يعود تاريخها إلى القرن الثاني عشر, واحدة من أهم الأمثلة على الكنائس الرومانية في النمسا. السمات البارزة للكنيسة هي سرداب "المائة عمود", ومكان دفن المؤسس ، القديسة هيما من جورك, ومجموعة غنية من اللوحات الجدارية. |
| قلعة Hochosterwitz                             | Hochosterwitz Castle               | كيرنتن                              | 1994        | i, iii, iv (ثقافي)         | القلعة من أكثر القلاع شهرة في العصور الوسطى في النمسا, وتقع على صخرة عالية فوق سهل. مدخل القلعة محروس بـ 14 بوابة محصنة. يعود تاريخ هيكل اليوم إلى القرن السادس عشر. |
| دير هيليغنكروز                                 | Heiligenkreuz Abbey                | هيليغنكروز                          | 1994        | i, ii, iii, iv (ثقافي)     | دير هيليغنكروز هو دير سيسترسي تأسس في القرن الثاني عشر. تم الحفاظ على أجزاء من القرون الوسطى من المجمع وما زالت تستخدم للأغراض الأصلية اليوم ، بينما تم بناء الإضافات اللاحقة على الطراز الباروكي. |
| درب حديدي مع Erzberg ومدينة اشتاير القديمة     | Steyr                              | النمسا العليا                       | 2002        | i, ii, iii, iv (ثقافي)     | منطقة Erzberg ، الواقعة بين مدينتي Leoben و Hieflau في Styria ، هي موطن لرواسب كبيرة من خام الحديد. أدى التعدين المكشوف إلى تغيير جوانب الجبال ، بينما تتميز المنطقة بالعديد من المرافق المتصلة بصهر الحديد وأنشطة التجارة. تعد مدينة شتاير القديمة واحدة من أهم المدن الصناعية التاريخية في النمسا, وتقع عند ملتقى نهرين يعملان على دعم صناعة الحديد وتوفير طرق النقل.                                                                                 |
| المشهد الثقافي في "إنسبروك-نوردكيت / كارويندل" | Innsbruck                          | تيرول                               | 2002        | i, ii, iii, iv (ثقافي)     | تأسست مدينة إنسبروك عند تقاطع العديد من طرق التجارة الهامة وكانت بمثابة مقر إقامة الدوقات والملوك والأباطرة منذ أواخر العصور الوسطى. تشمل بعض المعالم الهامة السطح الذهبي وكنيسة المحكمة التي تضم النصب التذكاري لماكسيمليان الأول. تقع المدينة مباشرة أسفل جبال Nordkette, وهي جزء من سلسلة Karwendel, وهي مهمة لمراعي جبال الألب. وجهة سياحية. |
| الحديقة الوطنية "Hohe Tauern"                  | Grossglockner                      | كارينثيا, سالزبورغ، تيرول           | 2003        | vii, viii, ix, x (طبيعي)   | الحديقة الوطنية هي موطن لأنواع الحيوانات والنباتات المتوطنة في جبال الألب, بينما تشهد أيضًا على العمليات الجيومورفولوجية التي تشكل الجبال. جزء من الحديقة مغطى بالأنهار الجليدية. كانت الممرات الجبلية في المنطقة مهمة منذ الألفية الثانية قبل الميلاد ، في حين أن طريق Grossglockner High Alpine, الذي تم تشييده في ثلاثينيات القرن الماضي ، يعد إنجازًا رائدًا مهمًا.                                                                                     |
| مدينة هال في تيرول – المينت                    | Hall in Tyrol                      | مدينة هال في تيرول                  | 2013        | i, ii, iv (ثقافي)          | تم ذكر مدينة هال لأول مرة في القرن الثالث عشر. وبرزت إلى الصدارة عندما قام الأرشيدوق سيغموند التيرول بنقل المينت التيرولي من ميرانو إلى هول في عام 1477. أنتج المينت عملات فضية عالية الجودة تسمى تالر, كما قدم العديد من الابتكارات التكنولوجية, مثل سك العملة المعدنية التي حلت محل سك العملة بالمطرقة. يمثل المركز التاريخي على الطراز القوطي المتأخر, والذي ظل سليماً إلى حد كبير غير عادي, مثالاً على تخطيط المدن في العصور الوسطى والتنمية الحضرية. |
| المنتجعات الكبرى في أوروبا (النمسا) *          | Bad Ischl                          | باد إيستشل، بادن بالقرب من فيينا    | 2014        | ii, iii, iv, vi (ثقافي)    | تغطي المنتجعات الكبرى في أوروبا المواقع التي كانت تستخدم فيها المياه المعدنية لأغراض الشفاء والعلاج قبل تطوير الأدوية الصناعية في القرن التاسع عشر. تم إدراج اثنين من المنتجعات الصحية في النمسا ، بادن (النمسا السفلى) وباد إيستشل. |
| حدود الإمبراطورية الرومانية (النمسا)*          | The Salz Tower (Salzturm) in Tulln | النمسا السفلى, النمسا العليا, فيينا | 2015        | ii, iii, iv (ثقافي)        | دانوب الكلس، وهي شبكة من التحصينات على طول نهر الدانوب، حماية حدود الإمبراطورية الرومانية. يبلغ طول القسم النمساوي 357.5 كم (222.1 ميل) ويتضمن 21 موقعًا في القائمة المؤقتة.. |
| طريق جبال الألب المرتفع Grossglockner          | Grossglockner road                 | كارينثيا، سالزبورغ                  | 2016        | i, ii, iv (ثقافي)          | تم بناء الطريق في الثلاثينيات من القرن الماضي في منطقة جبلية نقية لجعلها في متناول جمهور كبير, بعد تعميم السياحة في منطقة جبال الألب العالية. يعرض التطور التقني لبناء الطرق الجبلية العالية وإدارة المواقع السياحية في أوائل القرن العشرين. |

## الملاحظات
1. ↑  The site Prehistoric pile dwellings around the Alps consists of 111 separate sites spread over six countries. The dot in the map indicates the Attersee which is home to three of Austria's five UNESCO pile dwellings.
2. ↑  The site غابات الزان القديمة و البدائية في كارباتيا و جهات أخرى في أوروبا consists of 78 separate sites spread over twelve countries. The dot in the map indicates "Kalkalpen – Hintergebirg" which is the largest of Austria's five UNESCO beech forests.

## الوصلات الخارجية
- اللجنة الوطنية النمساوية لليونسكو نسخة محفوظة 30 يونيو 2017 على موقع واي باك مشين.